# Jean Guéhenno
Jean Guéhenno fue el seudónimo de Marcel-Jules-Marie Guéhenno (25 de marzo de 1890 - 22 de septiembre de 1978), escritor y crítico literario francés nacido en Fougères y fallecido en París. Fue miembro de la Academia Francesa a la que fue elegido en 1962 para el asiento número 9.

## Datos biográficos
Nacido en Fougères (Ille-et-Vilaine), Jean Guéhenno cuenta en su libro Changer la vie su infancia de pobreza. Hijo de un zapatero bretón se vio obligado a dejar la escuela a los 14 años para trabajar como empleado en una fábrica de zuecos (zapato con suela de madera), lo que no impidió que siguiera estudiando por su cuenta después de las jornadas de trabajo. Logró así su bachillerato y ganó el concurso para ingresar en la Escuela Normal Superior de Francia y, después, la agregación, que le abrió las puertas para ejercer la enseñanza secundaria.
Sirvió a su país en la Primera Guerra Mundial como oficial de infantería. Jean Guéhenno fue después profesor de khâgne en literatura en los liceos Lakanal, Henri-IV y Louis-le-Grand. Concluyó su carrera de educador en el Ministerio de la educación Nacional como inspector general.
Jean Guéhenno se dedicó también a la crítica literaria y se especializó en la obra de Jean-Jacques Rousseau. En varias de sus obras propuso un humanismo original: como en el caso de L’Évangile éternel (1927), Caliban parle (1928), Jean-Jacques en marge des Confessions (1948), Jean-Jacques, roman et vérité (1950), Jean-Jacques, grandeur et misère d’un esprit (1952), La Foi difficile (1957), Jean-Jacques, histoire d’une conscience (1962), Caliban et Prospero (1969).
Fue este humanismo el que le sirvió de guía en su devenir político entre las dos guerras. Firmó junto con Alain, Lucien Descaves, Louis Guilloux, Henry Poulaille, Jules Romains y Séverine, entre otros, la petición contra la ley sobre la organización general de la nación en caso de guerra que no permitía la independencia intelectual y la libertad de opinión. Esta petición apareció en el número 15 de la revista Europe de la que fue director de 1929 a 1936. Después fundó el semanario Vendredi. Participó en 1931 en el cuarto curso universitario de Davos, con muchos otros intelectuales franceses y alemanes. Durante la Segunda Guerra Mundial se unió a la Resistencia. En ese entonces, continuó su actividad literaria bajo el seudónimo de Cévennes.
Como redactor en el Figaro, periódico de derecha después de 1945, se mantuvo fiel a la exigencia moral y al rigor que marcaron su juventud y que se encuentran expresados en su libros autobiográficos: Journal d'un homme de 40 ans (1934), Journal des années noires, 1940-1944 (1947), Carnets du vieil écrivain (1971).
Jean Guéhenno fue elegido a la Academia Francesa el 25 de enero de 1962, por 15 votos, al asiento número 9 que había sido del escritor Émile Henriot. Fue recibido el 6 de diciembre de 1962 por Jacques Chastenet, siendo la suya la primera ceremonia de recepción de la Academia "renovada". Su elección y recepción en la Cúpula suscitó el siguiente homenaje de François Mauriac: 

« Aunque se piense mal de la Academia, en el caso de una vida ejemplar como la de Guéhenno, ella aporta una consagración irremplazable. El pequeño obrero bretón quien por la potencia de su espíritu y por su perseverancia llegó a ser maestro eminente, alto funcionario y sobre todo escritor, dibuja ante nuestros ojos una serie de estampas en la que la Cúpula (se refiere a la del Instituto de Francia)  ocupa la última casilla. »

Jean Guéhenno murió en París el 22 de septiembre de 1978.

## Obra
- 1927 : L’Évangile éternel, Étude sur Michelet (Grasset)
- 1928 : Caliban parle (Grasset)
- 1931 : Conversion à l’humain (Grasset)
- 1931 : Simon Mondzain (Nouvelle Revue française)
- 1934 : Journal d'un homme de 40 ans (Grasset)
- 1936 : Jeunesse de la France (Grasset)
- 1939 : Voltaire, Bernard Palissy, Renan (en colaboración) (Ediciones Gallimard)
- 1939 : Journal d’une “Révolution” 1937-1938 (Grasset)
- 1939 : Hommage à Dabit (en colaboración) (Nouvelle Revue française)
- 1944 : Dans la prison (bajo el seudónimo de Cévennes) (Minuit)
- 1945 : L’Université dans la Résistance et dans la France nouvelle (Office français d’édition)
- 1946 : La France dans le monde (La Liberté)
- 1947 : Journal des années noires (1940-1944) (Gallimard)
- 1948 : Jean-Jacques en marge des “Confessions”. T.I. 1712-1750 (Grasset)
- 1949 : La part de la France (Le Mont-Blanc)
- 1950 : Jean-Jacques en marge des “Confessions”. T.II. 1750-1758 (Grasset)
- 1952 : Voyages : tournée américaine, tournée africaine (Gallimard)
- 1952 : Jean-Jacques en marge des “Confessions”. T.III. 1758-1778 (Gallimard)
- 1954 : Aventures de l’esprit (Gallimard)
- 1954 : La France et les Noirs (Gallimard)
- 1957 : La foi difficile (Grasset)
- 1959 : Sur le chemin des hommes (Grasset)
- 1961 : Changer la vie, Mon enfance et ma jeunesse (Grasset)
- 1964 : Ce que je crois (Grasset)
- 1968 : La mort des autres (Grasset)
- 1969 : Caliban et Prospero (Gallimard)
- 1971 : Carnets du vieil écrivain (Grasset)
- 1977 : Dernières lumières, derniers plaisirs (Grasset)
- 2008 : La jeunesse morte, única novela escrita entre diciembre de 1917 y octubre de 1920, que permaneció inédita en la vida del autor (Claire Paulhan)

### Correspondencia
- 2010 : Correspondance (1927-1967), Louis Guilloux - Jean Guéhenno, (La Part Commune)

## Reconocimientos
- Comendador de la Legión de Honor
- Cruz de Guerra 1914 - 1918 (Francia)
- Medalla de la Resistencia